# Estonia en los Juegos Olímpicos de París 2024
Estonia estuvo representada en los Juegos Olímpicos de París 2024 por un total de 24 deportistas que compitieron en 13 deportes. Responsable del equipo olímpico es el Comité Olímpico de Estonia, así como las federaciones deportivas nacionales de cada deporte con participación.
Los portadores de la bandera en la ceremonia de apertura fueron el judoka Klen Kristofer Kaljulaid y la arquera Reena Pärnat.
El equipo olímpico de Estonia no obtuvo ninguna medalla en estos Juegos.